# Estación de Ojapa
Ojapa será una estación de trenes que se encuentra en Oluta, Veracruz. Se esperaba que la estación fuera reactivara para el transporte de pasajeros del tren Transístmico en 2023, aunque, tiempo después fue descartada en la lista de las estaciones que operaria el tren.

## Historia
La estación edificada en 1911, esto sobre la línea troncal del Ferrocarril Nacional de Tehuantepec que fue concluido el 15 de diciembre de 1894, esto con una extensión de 309 kilómetros, estableciéndose así una línea férrea que conectó el océano Pacífico con el océano Atlántico.